# 36th Wing
Il 36th wing è uno stormo composito della U.S.Pacific Air Forces. Il suo quartier generale è situato presso la Andersen Air Force Base, sull'isola di Guam.

## Organizzazione
Attualmente, a giugno 2020, esso controlla:
- 36th Operations Group
- 36th Contingency Response Group
  - 36th Contingency Response Group
  - 36th Mobility Response Squadron
  -  554th RED HORSE Squadron
  -  644th Combat Communications Squadron
  - 736th Security Forces Squadron
- 36th Maintenance Group
  - 36th Maintenance Squadron
  - 36th Munitions Squadron
- 36th Mission Support Group
  - 36th Communications Squadron
  - 36th Civil Engineer Squadron
  - 36th Contracting Squadron
  - 36th Force Support Squadron
  - 36th Logistics Readiness Squadron
  - 36th Security Forces Squadron
  - Detachment 1, Diego Garcia
- 36th Medical Group